# Audi Roadjet
El Audi Roadjet es un prototipo de automóvil del segmento D desarrollado por la empresa automotriz Audi y presentado en el salón del automóvil de Detroit 2006.

## Características
Mide 4,70 metros de longitud y 1,85m de ancho.
Los materiales utilizados en el interior del vehículo son el neopreno en el piso y el cuero.
El RoadJet Concept es impulsado por un motor 3.2 FSI V6 que reproduce 300 hp. Este desarrolla una potencia máxima de 300 CV a 7.000 rpm y 363 Nm  de torque a 4.500 rpm. La velocidad máxima está limitada electrónicamente a 250 km/h.
Posee una caja de cambios manual de siete velocidades.